# T. O'Conor Sloane
Thomas O'Conor Sloane (New York, 24 novembre 1851 – New York, 7 agosto 1940) è stato un curatore editoriale statunitense.
Piccolo inventore e divulgatore scientifico, curò la rivista fantascientifica Amazing Stories dal 1929 fino al 1938, quando la proprietà della rivista venne trasferita alla Ziff-Davis a Chicago, che nominò Raymond A. Palmer come suo successore. Fu curatore editoriale associato per Scientific American e Science and Invention.

## Biografia
Aveva un dottorato di ricerca (Ph.D.) in ingegneria elettronica e per diversi anni insegnò fisica e matematica alla Seton Hall University.
Scrisse numerosi manuali di divulgazione scientifica, tra cui Electricity simplified: the practice and theory of electricity (1891), The Standard Electrical Dictionary (1892), How to become a Successful Electrician, Arithmetic of Electricity (1930), ', Electric Toy Making for Amateurs (1909), Liquid air and the liquefaction of gases : a practical work (1920), Rapid arithmetic, quick and special methods in arithmetical calculation (1922). Tradusse dal danese Den hellige Frans af Assisi (Saint Francis of Assisi: A Biography) di Johannes Jørgensen in inglese.
Sloane venne coinvolto in Amazing Storie fin dall'inizio, impiegato inizialmente come assistente di Hugo Gernsback. Il suo ruolo nella rivista crebbe e nel 1929 ne divenne il curatore editoriale. Nonostante avesse scritto in un editoriale che credeva che l'uomo non avrebbe mai realizzato il volo spaziale, pubblicò le prime opere di autori come Jack Williamson, John W. Campbell (di cui però perse il manoscritto della prima storia), Clifford D. Simak e E.E. "Doc" Smith.
A causa probabilmente dell'età avanzata (era quasi ottantenne quando assunse l'incarico ad Amazing Stories) era un po' distratto e in alcuni casi conservava i manoscritti così a lungo nei cassetti da restituirli dicendo che erano po' invecchiati, come avvenne nel caso del primo racconto di Simak, o in un altro caso di pubblicarlo quando nel frattempo l'autore, stanco di aspettare, l'aveva pubblicato su un'altra rivista (The Ho-Ming Gland di Malcolm R. Afford pubblicato sul numero di febbraio 1933 di Amazing Stories, ma già pubblicato sul numero di gennaio 1931 di Wonder Stories).
La sua invenzione più nota fu un fotometro per la misurazione del potere di illuminazione del gas.
Suo figlio, John Eyre Sloane, si sposò con la figlia di Thomas Alva Edison, Madeleine, nel 1914; i loro quattro figli furono gli unici nipoti di Edison.